# フェイスネットワーク (不動産業)
株式会社フェイスネットワーク（FaithNetwork Co., Ltd.）は、東京都渋谷区に本社を置く不動産会社。東京証券取引所スタンダード市場上場。

## 概要
2001年10月に設立。主に東京都城南地区（世田谷区・目黒区・渋谷区）において、投資用マンションの設計・施工・分譲管理などを手掛けている他、東京都渋谷区において日本茶カフェ「八屋」の運営も行っている。

## 沿革
- 2001年10月 - 有限会社フェイスネットワークとして設立。
- 2002年3月 - 宅地建物取引業免許を取得。
- 2003年12月 - 新築一棟マンションの自社ブランドであるGranDuoシリーズを販売開始。
- 2006年5月 - 株式会社へ改組。
- 2007年
  - 6月 - 建設業許可を取得。
  - 10月 - 商号を株式会社フェイスへ変更。
- 2010年12月 - 特定建設業許可を取得。
- 2014年12月 - 株式会社フェイスネットワーク（旧：有限会社ファイブセンス）を吸収合併したと同時に、商号を株式会社フェイスネットワークへ再度変更。
- 2017年5月 - 中古一棟ビルリノベーションの自社ブランドであるGrandStoryシリーズを販売開始。
- 2018年
  - 3月 - 東京証券取引所マザーズへ株式を上場。
  - 9月 - 不動産特定共同事業許可を取得。
- 2021年2月 - 東京証券取引所1部へ市場変更。
- 2023年
  - 7月 - 株式会社岩本組を完全子会社化[4]。
  - 10月 - 東京証券取引所スタンダード市場へ市場変更[5]。

## 関連会社
- 株式会社岩本組
- FAITHアセットマネジメント株式会社